# Embu-Guaçu
Embu-Guaçu is een gemeente in de Braziliaanse deelstaat São Paulo. De gemeente telt 62.137 inwoners (schatting 2009).

## Aangrenzende gemeenten
De gemeente grenst aan Itapecerica da Serra, Juquitiba, São Lourenço da Serra en São Paulo.